# Alberto Michelini
Alberto Michelini (ur. 25 lipca 1941 w Rzymie) – włoski polityk, dziennikarz i publicysta, poseł do Parlamentu Europejskiego II i III kadencji, wieloletni parlamentarzysta krajowy.

## Życiorys
Absolwent studiów prawniczych na Uniwersytecie Rzymskim „La Sapienza”. Zajął się działalnością dziennikarską, od 1968 do 1984 pracował w telewizji RAI, m.in. od 1970 jako prezenter serwisów informacyjnych. W mediach był także korespondentem krajowym i międzynarodowym, relacjonował m.in. wojnę w Afganistanie i konflikt w Irlandii Północnej. Jako jedna z pierwszych osób przeprowadzał wywiad z papieżem Janem Pawłem II, później zajmował się jego postacią w około 20 filmach i 10 książkach. Był korespondentem podczas zamachu na niego 13 maja 1981. Podjął współpracę z Centro Televisivo Vaticano, stając się jednym z bardziej znanych watykanistów. Działał w Opus Dei, został też liderem organizacji Progetto Famiglia (chroniącej tradycyjną rodzinę) i Fabula in Art (zajmującej się edukacją w krajach rozwijających się).
Zaangażował się w działalność polityczną w ramach Chrześcijańskiej Demokracji. W 1984 i 1989 wybierano go do Parlamentu Europejskiego. Przystąpił do grupy Europejskiej Partii Ludowej. Był przewodniczącym Delegacji do Wspólnej Komisji Parlamentarnej WE-Malta (1989–1994), należał też m.in. do Komisji ds. Rozwoju i Współpracy oraz Komisji ds. Kwestii Politycznych. W 1985, kandydując do rady miejskiej Rzymu, otrzymał najwięcej głosów ze wszystkich kandydatów.
Od 1987 do 2006 zasiadał w Izby Deputowanych X, XI, XII, XIII i XIV kadencji. Początkowo wybierano go z ramienia DC, a w 1994 mandat uzyskał z listy Patto Segni (partię tę opuścił już po kilku miesiącach od wyborów). W kwietniu 1994 współtworzył ugrupowanie Cattolici Liberali, a w grudniu tego roku wraz z nim wstąpił do frakcji parlamentarniej Federalisti e Liberaldemocratici (złożonej m.in. z byłych parlamentarzystów Ligi Północnej i Forza Italia). W 1995 dołączył do Forza Italia, uzyskując reelekcję na dwie kolejne kadencje. Również w 1995 bez powodzenia kandydował na prezydenta regionu Lacjum. W 2001 został pełnomocnikiem Silvia Berlusconi ds. planu dla Afryki. W 2006 jako lider listy Waltera Veltroniego startował do rady miejskiej Rzymu (komitet nie przekroczył progu); wystąpił wówczas z FI, sprzeciwiając się wystawieniu kandydatury Gianniego Alemanno na burmistrza.

## Życie prywatne
Żonaty z Flaminią Morandi, ma troje dzieci.